# Gabbar Singh
Gabbar Singh (గబ్బర్ సింగ్) è un film del 2012 diretto da Harish Shankar.
La pellicola è il remake di Dabangg.

## Colonna sonora
1. Baba Sehgal, Naveen Madhav – Dekho Dekho Gabbar Singh – 4:21
2. Shankar Mahadevan, Gopika Poornima – Akasam Ammayaithe – 4:53
3. Kota Srinivasa Rao – Mandu Baabulam – 1:35
4. Vaddepalli Srinivas, Pawan Kalyan – Pillaa – 3:49
5. Karthik, Swetha Mohan – Dil Se – 4:23
6. Mamta Sharma, Murali – Kevvu Keka – 4:07